# Zelfmoord in China
Statistieken over zelfmoord in China zijn controversieel. Onafhankelijke studies leveren vaak aantallen op die niet overeenstemmen met de officiële getallen van de Chinese overheid. Op basis van data uit 1999 kwam de overheid uit op een gemiddelde van 13,9 (per 100.000 inwoners), wat veel lager is dan in de andere landen in Oost-Azië: Japan (23,8) en Zuid-Korea (31,2).
Aan de hand van dezelfde data kwam het Beijing Suicide Research and Prevention Centre op een gemiddelde van 28,7, een studie van het Global Burden of Disease-instituut kwam op 30,3.
Verschillen in onderzoeksresultaten tussen de Chinese overheid en onafhankelijke onderzoeken komen vaker voor, bijvoorbeeld wat betreft getallen over verkeersongevallen en het budget voor het leger.
De meest recente overheidsstatistieken komen dichter in de buurt van de getallen van onafhankelijke onderzoekers: 23,3. Ook met dit getal behoort China tot de hoogste 'zelfmoordenlanden' ter wereld.

## Demografie
In China plegen vrouwen meer zelfmoord dan mannen: volgens de overheid pleegden per 100.000 mensen gemiddeld 13 mannen en 14,8 vrouwen zelfmoord, dat was toen het twee na hoogste zelfmoordgetal voor vrouwen ter wereld. Bangladesh is ook een van de weinige landen waar zelfmoord vaker voorkomt onder vrouwen dan bij mannen.
Een studie in 2008 wees aan dat vrouwenzelfmoorden in China drie keer zoveel meer voorkwamen dan zelfmoorden bij mannen en dat er drie keer zoveel meer zelfmoorden gepleegd werden op het platteland dan in de stad. Er bleek ook uit dat onder jonge volwassenen en senioren een sterke stijging plaatsvond. Het aantal zelfmoorden in China lag volgens dit onderzoek twee tot drie keer hoger dan het wereldgemiddelde. Opvallend was het lage percentage van psychiatrische patiënten, met name klinische depressie onder de overledenen.
Volgens een onderzoeksartikel zijn er jaarlijks 300.000 zelfmoorden in China; wat zou betekenen dat meer dan 30% van de zelfmoorden in de wereld in China plaatsvinden.
Volgens een artikel in het Algemeen Dagblad van 2011 pleegt ongeveer elke 90 seconden iemand zelfmoord in China. Onder mannen tussen de 15 en 34 is het zelfs doodsoorzaak nummer 1.

## Werkomstandigheden
Slechte werkomstandigheden in Chinese fabrieken zijn als oorzaak van hoge zelfmoordgetallen genoemd: in 2010 deden achttien werknemers van de Foxconn fabrieken in China (waar Apple producten worden gemaakt) een zelfmoordpoging, waarvan er veertien lukten, als een gevolg van erbarmelijke werkomstandigheden."